# زندان خانگی (فیلم ۲۰۱۹)
زندان خانگی (انگلیسی: House Arrest) فیلم کمدی هندی تولید سال ۲۰۱۹ است که نویسندگی آن را سامیت باسو انجام داد و کارگردانی آن بر عهده سامیت باسو و شاشانکا گوش بود. این فیلم در روز ۱۵ نوامبر ۲۰۱۹، از پلتفرم نتفلیکس به نمایش درآمد.